# Lasianthus brachyphyllus
Lasianthus brachyphyllus är en måreväxtart som beskrevs av Karl Moritz Schumann. Lasianthus brachyphyllus ingår i släktet Lasianthus och familjen måreväxter. Inga underarter finns listade i Catalogue of Life.